# Недвед, Павел
Па́вел Не́двед (чеш. Pavel Nedvěd; 30 августа 1972, Хеб, Чехословакия) — чешский футболист. Один из самых успешных чешских футболистов в истории. Играл в чемпионате Италии за «Лацио» и «Ювентус» и выиграл с ними ряд трофеев. Считается одним из сильнейших полузащитников своего времени, был удостоен за свою игру Золотого мяча 2003 года, как лучший игрок сезона. Был известен своей выносливостью и удачными фланговыми проходами. Болельщики «Ювентуса» прозвали его «Чешской фурией». Недвед завершил карьеру игрока в 2009 году после 19 проведённых сезонов в профессиональном футболе. Был признан лучшим игроком в истории чемпионата Чехии. Сыграл 91 матч за сборную Чехии, наивысшее достижение — второе место на чемпионате Европы 1996 года.

## Ранние годы
Павел Недвед родился 30 августа 1972 года в Хебе в семье Вацлава и Анны Недведов. Павел вырос в небольшом посёлке Скальна, пригороде Хеба, расположенном неподалёку от границы с Баварией. Начал играть в футбол с пяти лет в местном клубе «Татран». Позже 13-летнего Недведа взял к себе клуб «Гвезда», однако не смог надолго удержать талантливого игрока. Уже год спустя Недвед переехал в Пльзень, в местный клуб «Шкода».

## Карьера игрока

### Начало карьеры
В сезоне 1991/92 Недвед перешёл на правах аренды из «Шкоды» в пражскую «Дуклу». Таким образом, Недвед исполнил воинскую повинность, так как «Дукла» была армейским клубом. Однако в том сезоне он был отдан в аренду другому армейскому клубу «Дукла Табор». 28 октября 1991 года Недвед дебютировал в первой чехословацкой лиге за столичный клуб. В 19 играх он забил три мяча и покинул клуб, завершив военную службу. После этого в 1992 году он перешёл в «Спарту». Одним из условий контракта была 30-процентная плата от будущего трансфера в пользу «Шкоды» при условии перехода Недведа в зарубежный клуб.

### «Спарта» Прага
В «Спарте» Недвед не сразу пробился в основной состав. В первых шести матчах за клуб он трижды удалялся с поля. Всего за сезон сыграл 18 матчей, из которых 13 раз выходил на замену, и не забил ни одного гола. «Спарта» выиграла последний в истории чемпионат Чехословакии. В следующем сезоне Недвед получал больше игровой практики, он сыграл 23 раза и забил три гола, а его клуб выиграл первый чемпионат Чехии.
В сезоне 1994/95 он стал одним из ведущих игроков «Спарты», сыграв 27 матчей, забив шесть голов и выиграв третий чемпионский титул подряд. В следующем сезоне он забил 14 голов в 27 играх и выиграл кубок Чехии. Недведом заинтересовались иностранные клубы, особый интерес к нему проявлял ПСВ. Однако борьбу за игрока выиграл итальянский «Лацио». «Спарта» сначала продала Недведа словацкому клубу «Кошице» (у которого был тот же владелец, что и у «Спарты») за 1,5 млн чешских крон, и сразу же «Кошице» перепродал Недведа «Лацио». Таким образом, «Спарта» существенно сэкономила на выплатах предыдущему клубу игрока, «Шкоде». После протеста пльзеньского клуба Футбольная ассоциация Чехии обязала «Спарту» выплатить «Шкоде» 35 млн крон в качестве компенсации.

### «Лацио»
Недвед подписал договор с римским «Лацио» за 1,2 млн лир. 7 сентября 1996 года он дебютировал за римский клуб в Серии А, в матче против «Болоньи», «Лацио» проиграл с минимальным счётом. 20 октября он забил свой первый гол в Италии в ворота «Кальяри». В том сезоне Недвед семь раз поражал ворота соперников «Лацио» в чемпионате.
Недвед стал одним из ключевых игроков основы, забив четыре гола в трёх матчах в начале сезона 1997/98. С ноября 1997 года по апрель 1998 года у клуба была беспроигрышная серия из 24 матчей, закончившаяся игрой лиги против «Ювентуса», в которой Недвед был удалён с поля. В этом сезоне Недвед выиграл свой первый трофей в Италии, победив в финале кубка Италии «Милан». Также клуб вышел в финал Кубка УЕФА 1998, где уступил «Интернационале» со счётом 3:0.
На следующий год мадридский «Атлетико» предложил Недведу контракт намного лучше, чем тот, который он имел в «Лацио», но чех отказался от перехода, оставаясь верным римскому клубу. В Суперкубке Италии гол Недведа помог «Лацио» обыграть «Ювентус» со счётом 2:1. Несмотря на травму Недвед сделал весомый вклад в успешный сезон. Чех помог клубу дойти до финала последнего в истории Кубка Кубков, забив в ворота «Лозанны» и в обоих матчах против «Паниониоса». В финале Недвед помог «Лацио» обыграть со счётом 2:1 «Мальорку», забив решающий гол. В итоге «Лацио» завоевал первый в своей истории европейский трофей, а Недвед забил последний гол в истории Кубка кубков. В 1999 году Недвед входил в десятку самых высокооплачиваемых футболистов чемпионата Италии.
Следующий сезон начался с победы с минимальным счётом в Суперкубке УЕФА над «Манчестер Юнайтед». Всего в том сезоне в чемпионате Италии Недвед забил пять голов, один из которых — в день столетия клуба в ворота «Болоньи», а второй — в римском дерби в ворота принципиального соперника «Лацио», «Ромы». Победа в этом матче помогла «Лацио» продолжить борьбу за чемпионство с «Ювентусом». В итоге, ликвидировав девятиочковый отрыв от туринцев, римляне победили в последнем туре со счётом 3:0 «Реджину», и, учитывая поражение туринцев в матче с «Перуджой», «Лацио» второй раз в своей истории стал чемпионом Италии по футболу. Помимо чемпионства, клуб выиграл кубок Италии, сделав «золотой дубль». Тем летом «Лацио» отклонил предложение «Манчестер Юнайтед», который предложил за Недведа 21,2 млн фунтов.
В 2000 году он во второй раз с «Лацио» выиграл Суперкубок Италии. В декабре 2000 года в рамках четвертьфинала кубка Италии с «Удинезе» Недвед вместе с Синишой Михайловичем были удалены с поля, а «Лацио» проиграл со счётом 5:3 по сумме двух матчей. В сезоне 2000/01 Недвед играл с «Лацио» в Лиге чемпионов, он забил в матче против «Реала» во втором групповом этапе (2:2). В заключительном матче «Лацио» в группе против «Лидс Юнайтед» Недвед ударил игрока соперника Алана Майбери. Хотя рефери не зафиксировал фол, Недвед получил трёхматчевую дисквалификацию в еврокубках от УЕФА. Всего за сезон Недвед 13 раз поражал ворота соперников, один раз забив и в ворота «Ромы», принеся «Лацио» ничью 2:2. Несмотря на то, что в апреле 2001 года Недвед подписал новый четырёхлетний контракт, клуб выставил его и Хуана Себастьяна Верона на продажу. Это решение вызвало критику президента клуба Серджо Краньотти со стороны болельщиков. В итоге Недвед покинул римский клуб, проведя за него пять сезонов, 207 матчей и забив 51 мяч.

### «Ювентус»
Летом 2001 года Недвед перешёл в туринский «Ювентус» за 38,7 млн евро, итальянский клуб выиграл борьбу за игрока у «Манчестер Юнайтед» и «Челси». В «Старой Синьоре» он заменил ушедшего в мадридский «Реал» Зинедина Зидана. Марчелло Липпи выстраивал новый центр команды, и Недвед в этих планах являлся основным игроком левого фланга. Но поначалу игра у чеха не шла, и свой первый гол за новый клуб он забил лишь в декабре в ворота «Перуджи». В последнем матче перед рождеством против «Брешиа» Липпи перевёл Недведа в центр полузащиты и дал ему полную свободу действий. В результате была одержана победа со счётом 4:0, и большинство атак организовывал именно чех. В январе 2002 года в матче против «Удинезе» Недвед забил гол сильным дальним ударом. 21 апреля в матче против «Пьяченцы» гол Недведа, забитый в таком же стиле за три минуты до конца матча, принёс туринцам победу со счётом 1:0. Уверенная игра Недведа помогла «Ювентусу» вновь включиться в борьбу за чемпионский титул. В итоге туринцы догнали оторвавшийся от преследователей «Интер» и, победив в последнем матче, завоевали чемпионство. Несмотря на это, Недвед забивал немного, поразив ворота соперников лишь четыре раза.
Следующий сезон был одним из лучших в карьере чеха. Он стал ключевым игроком туринцев и вместе с другим лидером «Ювентуса» Алессандро Дель Пьеро вёл клуб к победе во всех турнирах. В том сезоне Недвед девять раз поразил ворота соперников, один из голов был забит в фирменном стиле чеха, дальним ударом в ворота «Интера». Игра Павла помогла туринцам выиграть второй раз подряд чемпионат Италии и завоевать Суперкубок Италии. Недвед также хорошо играл в Лиге чемпионов. Его уверенная игра и важные голы в ворота «Барселоны» в четвертьфинале, а также гол в полуфинале в ворота «Реала» помогли «Ювентусу» выйти в финал Лиги чемпионов. Но жёлтая карточка, полученная в ответном матче против «Реала» за фол против Стива Макманамана, не позволила Павлу сыграть в финале и стала разочарованием для чеха, который не мог сдержать слёз после матча. Победа в Лиге чемпионов была мечтой Недведа с детства, но без одного из ключевых игроков туринцы не смогли обыграть «Милан» и уступили в послематчевой серии пенальти (2:3).
В 2003 году Недвед вышел из Ассоциации итальянских футболистов в знак протеста против внедрения лимита на игроков не из Евросоюза (Чехия вступила в ЕС в 2004 году). В декабре журнал World Soccer признал Недведа лучшим футболистом года. Позже Недвед был признан футболистом года в Чехии пятый раз за семь лет. Но, помимо этого, он стал первым чехом на протяжении последних 40 лет, получавшим Золотой мяч, в борьбе за трофей он опередил Тьерри Анри и Паоло Мальдини. Эту награду Павел отпраздновал на домашнем стадионе, поразив с 25 метров ворота «Перуджи».

У Недведа есть все — качество, количество и стабильность. Он и в «Лацио» играл здорово, а в «Юве» просто-таки взорвался. Если бы я тренировал туринский клуб, то ничего бы не говорил Павелу, выпуская его на поле. Он сам прекрасно знает, что нужно делать, — Карло Маццоне.
Сезон 2003/04 начался удачно — в августе был завоёван Суперкубок Италии. Но в игре Недведа начался очередной спад, его показатели ухудшились по сравнению с прошедшим сезоном, и «Ювентус» уступил чемпионский титул «Милану». Следующий сезон во главе команды стал Фабио Капелло. Недвед пропустил два месяца из-за травм колена и головы, в апреле 2005 года в прессе появилась информация о возможном завершении карьеры чеха. Тем не менее Недвед остался в клубе и вместе с туринцами завоевал два чемпионских титула, которые были отобраны потом в результате коррупционного скандала. В качестве наказания «Ювентус» был понижен в классе в Серию B.
Многие ключевые футболисты, как Фабио Каннаваро и Лилиан Тюрам, покинули клуб. Недвед, несмотря на предложения от многих грандов европейского футбола, остался в «Ювентусе» и согласился помочь туринцам вернуться из Серии B в Серию А. В декабре 2006 года Недвед получил пятиматчевую дисквалификацию после удаления в матче с «Дженоа», тогда футболист снова пригрозил завершить карьеру. Тем не менее в том сезоне чех был одним из лидеров «Ювентуса» как на поле, так и в раздевалке, поднимая победный дух партнёров. Всего Павел 33 раза появлялся на поле и забил 11 голов, многие из которых были победными. После того как туринцы завоевали повышение в Серию А, начались переговоры о продлении контракта с Недведом, и 12 июля было объявлено о подписании нового соглашения, по которому чех начал зарабатывать 3 млн евро в год.
Начало сезона 2007/08 Недвед пропустил в связи с небольшим повреждением, однако постепенно он набрал форму и стал чаще появляться в основе. В ноябре 2007 года он нанёс травму игроку «Интера» Луишу Фигу, сломав тому малоберцовую кость. 9 декабря в игре против «Аталанты» чех провёл свой 300-й матч за туринцев, отметившись голом в ворота соперников. В апреле 2008 года Недвед был госпитализирован с сотрясением мозга, которое получил при столкновении с Роберто Гуаной в матче с «Палермо». В том сезоне Недвед провёл за «Ювентус» 33 матча и забил всего три мяча.
Сезон 2008/09 начался с успешных матчей квалификационного раунда Лиги чемпионов против «Артмедии». В первом туре Серии А Недвед забил «Фиорентине», соперники разошлись вничью 1:1. 29 октября Недвед забил два мяча в ворота «Болоньи» (2:1). 26 февраля 2009 года, после матча Лиге чемпионов против «Челси», Павел Недвед сделал официальное заявление о завершении профессиональной карьеры игрока по окончании сезона. 10 марта в ответном матче против «Челси» его заменили из-за травмы после 12 минут игры, «Ювентус» проиграл с общим счётом 3:2 и выбыл из Лиги чемпионов. 22 марта в матче против «Ромы», он забил дальним ударом, установив окончательный счёт 4:1 в пользу туринцев. 17 мая он провёл 500-й матч в чемпионатах Чехии и Италии, а 30 мая сделал официальное заявление, что следующая его игра будет прощальным матчем за «Ювентус». Этот матч, состоявшийся 31 мая, был против «Лацио», бывшей команды чеха. Недвед вывел команду на поле в качестве капитана, сделал голевой пас на Винченцо Яквинту и помог «Ювентусу» победить со счётом 2:0, и после матча попрощался с партнёрами и болельщиками. Позже агент футболиста заявил, что Недвед передумал вешать бутсы на гвоздь и решил продолжить карьеру. Вскоре «Интер» предложил бывшему полузащитнику «Ювентуса» контракт сроком на два года, но после совещания со своей семьёй чех принял решение отклонить предложение «Интера» и всё-таки завершить карьеру.
«Оглядываясь на свою карьеру, я не вижу ничего такого, чтобы меня очень расстроило. Никаких сожалений. Худший момент, пожалуй, дисквалификация на финал Лиги чемпионов, но ведь „Ювентус“ в нём сыграл, а это главное…»

## Сборная
Недвед начал выступать за молодёжные сборные Чехословакии в 1988 году, представлял свою страну в турнирах до 15 лет, а затем до 16, 17 и 18 лет. В 1992 году он дебютировал в команде до 21 года, сыграв семь матчей в период с 1992 по 1993 год.
5 июня 1994 года Недвед впервые сыграл за сборную Чехии в матче против команды Ирландии, чехи победили со счётом 3:1. Его первым крупным международным турниром стало Евро-1996. В первом матче Чехии предстояло сыграть с одним из фаворитов — сборной Германии. Недвед упустил два голевых момента и был одним из десяти игроков, которые получили по жёлтой карточке, Германия в итоге выиграла со счётом 2:0. Тем не менее, Недвед внёс свой вклад в оборону, отбив удар Кристиана Циге с линии ворот.
Недвед забил свой первый гол за сборную в матче группового этапа против Италии, в результате Чехия открыла счёт на четвёртой минуте. Италия сравняла счёт в первом тайме, но ещё до свистка на перерыв команда осталась вдесятером, а Чехия снова забила, выиграв со счётом 2:1. Недвед сыграл в третьем матче группы против России, получив вторую жёлтую карточку на турнире, команды разошлись вничью 3:3, и чехи вышли в стадию плей-офф.
Из-за перебора жёлтых карточек Недвед пропустил четвертьфинальный матч Чехии против Португалии. Чехи победили в его отсутствие и прошли дальше. В полуфинале против Франции Недвед был признан игроком матча, Чехия вышла в финал по итогам серии пенальти, Недвед забил второй 11-метровый своей команды. Чехия проиграла в финале Германии со счётом 2:1, немцы забили золотой гол.
Недвед был в составе чешской сборной, которая поехала на Кубок конфедераций 1997 года. Недвед забил два мяча в ходе турнира, оба из которых — в последнем матче группового этапа против ОАЭ (6:1). Победа позволила чехам выйти в полуфинал, где они проиграли будущему чемпиону, Бразилии. Тем не менее, Чехия завоевала бронзовые награды, победив с минимальным счётом Уругвай в матче за третье место.
Перед чемпионатом Европы 2000 года Недвед не мог полноценно тренироваться из-за травмы лодыжки. В первом матче финальной части турнира против Нидерландов он и его напарник по команде Ян Коллер поочерёдно попадали в каркас ворот, затем голландцы забили спорный пенальти, выиграв с минимальным счётом. Во втором матче против Франции Недвед заработал пенальти, который реализовал Карел Поборский, сравняв счёт (1:1). Несмотря на два удара по воротам, Недвед не смог забить французскому вратарю Фабьену Бартезу, и Франция выиграла матч со счётом 2:1. Недвед играл в третьем матче группы против Дании; несмотря на победу чехов со счётом 2:0, команда покинула турнир. После Евро-2000 Недвед принял капитанскую повязку сборной у Иржи Немеца.
На Евро-2004 Недвед был капитаном чешской сборной. Недвед сыграл важную роль в матче группового этапа против Нидерландов. Спустя 19 минут после начала матча голландцы вели со счётом 2:0, в итоге Чехия победила со счётом 3:2. Тренер дал возможность отдохнуть девяти игрокам (включая Недведа) в матче группы против Германии, так как чехи уже квалифицировались в плей-офф. В четвертьфинальном матче против Дании Недвед получил жёлтую карточку, которую не помогла отменить апелляция чешской стороны. Это означало, что Недвед пропустит финал, если получит ещё одну жёлтую карточку в полуфинале против Греции. Тем не менее, в первом тайме полуфинального матча Недвед получил травму колена и был вынужден покинуть поле. Оставшись без своего лидера, чешская сборная проиграла грекам (будущим чемпионам), пропустив гол в дополнительное время. После этого поражения Недвед объявил о своём уходе из национальной сборной. Он был включён в символическую команду турнира вместе с соотечественниками Петром Чехом и Миланом Барошем.
Тренер Карел Брюкнер и товарищи по команде убедили Недведа вернуться в сборную как раз к отборочному матчу чемпионата мира 2006 года против Норвегии. В итоге Чехия впервые после распада Чехословакии вышла в финальную часть мундиаля. Хотя участие Недведа в чемпионате мира оказалось под угрозой из-за травмы колена, полученной в июне, он смог сыграть на турнире.
Чехи выиграли первый матч чемпионата мира 2006 года против США со счётом 3:0, но ключевые игроки получили травмы. Затем Чехия проиграла свои следующие два групповых матча против Ганы и будущих победителей, Италии, заняв третье место в своей группе. Гол Недведа в начале второго тайма матча с Ганой отменили из-за офсайда. Его удары по воротам Италии отбил товарищ по «Ювентусу» Джанлуиджи Буффон. Недвед снова объявил об уходе со сборной в августе 2006 года перед товарищеским матчем против Сербии. Он отказался менять своё решение перед Евро-2008, несмотря на просьбы от товарищей по команде и от тренера Брюкнера. В 91 матче за свою национальную сборную Недвед забил 18 голов.

## Стиль игры
Недвед был разносторонне развитым упорным и последовательным игроком, мог нанести удар как рабочей правой, так и левой ногой. На протяжении своей карьеры Недвед играл на позиции левого атакующего полузащитника или левого вингера. Он мог выполнить подачу левой ногой, хорошо делал прострелы в штрафную площадь правой ногой. Он также был способен играть в центре поля, помогая как атаке, так и защите. Он иногда выходил на поле на позиции центрального полузащитника, выполнял роль плеймейкера или оттянутого форварда, отдавал много голевых передач благодаря своему виденью поля и способности отдать точный пас. Отличался мощными дальними ударами, а также выносливостью, обладал высокой скоростью, техникой и забивными навыками. Владел точным ударом со штрафного и с пенальти.
Итальянские болельщики дали Недведу прозвище «Furia Ceca» («Чешская фурия»), отмечая его мастерство, последовательность и боевой дух, а также его выносливость, силу и решительность. В англоязычных СМИ его называли «Чешской пушкой». Его бывший тренер по «Лацио» Свен-Ёран Эрикссон назвал его «полностью укомплектованным заурядным полузащитником». Несмотря на свои способности и настойчивый стиль игры, Недвед также подвергался критике за симуляции.

## Достижения
Командные
«Спарта Прага»
- Чемпион Чехословакии: 1992/93
- Чемпион Чехии (2): 1993/94, 1994/95
- Обладатель Кубка Чехии: 1996

«Лацио»
- Чемпион Италии: 1999/00
- Обладатель Кубка Италии (2): 1997/98, 1999/00
- Обладатель Суперкубка Италии (2): 1998, 2000
- Обладатель Кубка Кубков: 1998/99
- Обладатель Суперкубка УЕФА: 1999

«Ювентус»
- Чемпион Италии (2): 2001/02, 2002/03, 2004/05, 2005/06 (последние 2 титула отозваны)
- Обладатель Суперкубка Италии (2): 2002, 2003
- Финалист Лиги чемпионов УЕФА: 2003

«Сборная Чехии»
- Вице-чемпион Европы 1996
- Бронзовый призёр чемпионата Европы 2004

Личные
- Медаль «За заслуги» I степени: 2015[119]
- Обладатель «Золотого мяча» (France Football): 2003
- Футболист года в Чехии (4): 1998, 2000, 2003, 2004
- Золотой мяч Чехии (6): 1998, 2000, 2001, 2003, 2004, 2009
- Футболист года в Италии: 2003
- Обладатель награды Golden Foot 2004
- Лучший полузащитник года по версии УЕФА: 2003
- Входит в состав символической команды года по версии УЕФА (3): 2003, 2004, 2005
- Входит в состав символической сборной Европы по версии ESM (2): 2001, 2003
- Лучший футболист года в мире по версии «World Soccer»: 2003
- Футболист года в Италии по версии Guerin Sportivo: 2003
- Лучший иностранный футболист года в Италии: 2003
- Входит в состав символической сборной по итогам чемпионата Европы 2004 года (по версии УЕФА)
- В списке ФИФА 100

## Статистика выступлений
| Клуб             | Сезон            | Лига | Лига | Кубки | Кубки | Еврокубки | Еврокубки | Другие | Другие | Итого | Итого |
| Клуб             | Сезон            | Игры | Голы | Игры  | Голы  | Игры      | Голы      | Игры   | Голы   | Игры  | Голы  |
| ---------------- | ---------------- | ---- | ---- | ----- | ----- | --------- | --------- | ------ | ------ | ----- | ----- |
| Дукла (Прага)    | 1991/92          | 19   | 3    | -     | -     | -         | -         | -      | -      | 19    | 3     |
| Дукла (Прага)    | Итого            | 19   | 3    | —     | —     | —         | —         | —      | —      | 19    | 3     |
| Спарта (Прага)   | 1992/93          | 18   | 0    | -     | -     | 5         | 0         | -      | -      | 23    | 0     |
| Спарта (Прага)   | Итого            | 18   | 0    | —     | —     | 5         | 0         | —      | —      | 23    | 0     |
| Спарта (Прага)   | 1993/94          | 23   | 3    | -     | -     | 4         | 0         | -      | -      | 27    | 3     |
| Спарта (Прага)   | 1994/95          | 27   | 6    | -     | -     | 2         | 0         | -      | -      | 29    | 6     |
| Спарта (Прага)   | 1995/96          | 30   | 14   | -     | -     | 8         | 5         | -      | -      | 38    | 19    |
| Спарта (Прага)   | Итого            | 80   | 23   | —     | —     | 14        | 5         | —      | —      | 94    | 28    |
| Лацио            | 1996/97          | 32   | 7    | 3     | 1     | 3         | 2         | -      | -      | 38    | 10    |
| Лацио            | 1997/98          | 26   | 11   | 6     | 2     | 11        | 2         | -      | -      | 43    | 15    |
| Лацио            | 1998/99          | 21   | 1    | 4     | 0     | 8         | 4         | 1      | 1      | 34    | 6     |
| Лацио            | 1999/00          | 28   | 5    | 6     | 1     | 12        | 1         | 1      | 0      | 47    | 7     |
| Лацио            | 2000/01          | 31   | 9    | 3     | 1     | 10        | 3         | 1      | 0      | 45    | 13    |
| Лацио            | Итого            | 138  | 33   | 22    | 5     | 44        | 12        | 3      | 1      | 207   | 51    |
| Ювентус          | 2001/02          | 32   | 4    | 4     | 0     | 7         | 0         | -      | -      | 43    | 4     |
| Ювентус          | 2002/03          | 29   | 9    | 1     | 0     | 15        | 5         | 1      | 0      | 46    | 14    |
| Ювентус          | 2003/04          | 30   | 6    | 4     | 0     | 6         | 2         | 1      | 0      | 41    | 8     |
| Ювентус          | 2004/05          | 27   | 7    | 1     | 0     | 10        | 3         | -      | -      | 38    | 10    |
| Ювентус          | 2005/06          | 33   | 5    | 4     | 0     | 8         | 2         | 1      | 0      | 46    | 7     |
| Ювентус          | 2006/07          | 33   | 11   | 3     | 1     | -         | -         | -      | -      | 36    | 12    |
| Ювентус          | 2007/08          | 31   | 2    | 2     | 1     | -         | -         | -      | -      | 33    | 3     |
| Ювентус          | 2008/09          | 32   | 7    | 3     | 0     | 9         | 0         | -      | -      | 44    | 7     |
| Ювентус          | Итого            | 247  | 51   | 22    | 2     | 55        | 12        | 3      | 0      | 327   | 65    |
| Всего за карьеру | Всего за карьеру | 502  | 110  | 44    | 7     | 118       | 29        | 6      | 1      | 670   | 147   |

### Статистика выступлений за сборную
| Матчи Павла Недведа за сборную Чехии | Матчи Павла Недведа за сборную Чехии | Матчи Павла Недведа за сборную Чехии | Матчи Павла Недведа за сборную Чехии | Матчи Павла Недведа за сборную Чехии | Матчи Павла Недведа за сборную Чехии | Матчи Павла Недведа за сборную Чехии |
| ------------------------------------ | ------------------------------------ | ------------------------------------ | ------------------------------------ | ------------------------------------ | ------------------------------------ | ------------------------------------ |
| №                                    | Дата                                 | Оппонент                             | Счёт                                 | Голы                                 | Соревнование                         |                                      |
| 1                                    | 5 июня 1994                          | Ирландия                             | 3 : 1                                | -                                    | Товарищеский матч                    |                                      |
| 2                                    | 16 августа 1995                      | Норвегия                             | 1 : 1                                | -                                    | Отборочный матч ЧЕ-1996              |                                      |
| 3                                    | 6 сентября 1995                      | Норвегия                             | 2 : 0                                | -                                    | Отборочный матч ЧЕ-1996              |                                      |
| 4                                    | 7 октября 1995                       | Беларусь                             | 2 : 0                                | -                                    | Отборочный матч ЧЕ-1996              |                                      |
| 5                                    | 15 ноября 1995                       | Люксембург                           | 3 : 0                                | -                                    | Отборочный матч ЧЕ-1996              |                                      |
| 6                                    | 26 марта 1996                        | Турция                               | 3 : 0                                | -                                    | Товарищеский матч                    |                                      |
| 7                                    | 24 апреля 1996                       | Ирландия                             | 2 : 0                                | -                                    | Товарищеский матч                    |                                      |
| 8                                    | 29 мая 1996                          | Австрия                              | 0 : 1                                | -                                    | Товарищеский матч                    |                                      |
| 9                                    | 1 июня 1996                          | Швейцария                            | 2 : 1                                | -                                    | Товарищеский матч                    |                                      |
| 10                                   | 9 июня 1996                          | Германия                             | 0 : 2                                | -                                    | ЧЕ-1996. Групповая стадия            |                                      |
| 11                                   | 14 июня 1996                         | Италия                               | 2 : 1                                | 1                                    | ЧЕ-1996. Групповая стадия            |                                      |
| 12                                   | 19 июня 1996                         | Россия                               | 3 : 3                                | -                                    | ЧЕ-1996. Групповая стадия            |                                      |
| 13                                   | 26 июня 1996                         | Франция                              | 0 : 0 (6:5 пен.)                     | -                                    | ЧЕ-1996. 1/2 финала                  |                                      |
| 14                                   | 30 июня 1996                         | Германия                             | 1 : 2                                | -                                    | ЧЕ 1996. Финал                       |                                      |
| 15                                   | 18 сентября 1996                     | Мальта                               | 6 : 0                                | 1                                    | Отборочный матч ЧМ-1998              |                                      |
| 16                                   | 9 октября 1996                       | Испания                              | 0 : 0                                | -                                    | Отборочный матч ЧМ-1998              |                                      |
| 17                                   | 10 ноября 1996                       | Югославия                            | 0 : 0                                | -                                    | Отборочный матч ЧМ-1998              |                                      |
| 18                                   | 26 февраля 1997                      | Беларусь                             | 4 : 1                                | -                                    | Товарищеский матч                    |                                      |
| 19                                   | 2 апреля 1997                        | Югославия                            | 1 : 2                                | -                                    | Отборочный матч ЧМ-1998              |                                      |
| 20                                   | 8 июня 1997                          | Испания                              | 0 : 1                                | -                                    | Отборочный матч ЧМ-1998              |                                      |
| 21                                   | 20 августа 1997                      | Фарерские острова                    | 2 : 0                                | -                                    | Отборочный матч ЧМ-1998              |                                      |
| 22                                   | 26 августа 1997                      | Словакия                             | 1 : 2                                | -                                    | Отборочный матч ЧМ-1998              |                                      |
| 23                                   | 13 декабря 1997                      | ЮАР                                  | 2 : 2                                | -                                    | КК-1997. Групповая стадия            |                                      |
| 24                                   | 15 декабря 1997                      | Уругвай                              | 1 : 2                                | -                                    | КК-1997. Групповая стадия            |                                      |
| 25                                   | 17 декабря 1997                      | ОАЭ                                  | 6 : 1                                | 2                                    | КК-1997. Групповая стадия            |                                      |
| 26                                   | 19 декабря 1997                      | Бразилия                             | 0 : 2                                | -                                    | КК 1997. 1/2 финала                  |                                      |
| 27                                   | 21 декабря 1997                      | Уругвай                              | 1 : 0                                | -                                    | КК 1997. Матч за 3-е место           |                                      |
| 28                                   | 19 августа 1998                      | Дания                                | 1 : 0                                | -                                    | Товарищеский матч                    |                                      |
| 29                                   | 6 сентября 1998                      | Фарерские острова                    | 1 : 0                                | -                                    | Отборочный матч ЧЕ-2000              |                                      |
| 30                                   | 14 октября 1998                      | Эстония                              | 4 : 1                                | 1                                    | Отборочный матч ЧЕ-2000              |                                      |
| 31                                   | 27 марта 1999                        | Литва                                | 2 : 0                                | -                                    | Отборочный матч ЧЕ-2000              |                                      |
| 32                                   | 31 марта 1999                        | Шотландия                            | 2 : 1                                | -                                    | Отборочный матч ЧЕ-2000              |                                      |
| 33                                   | 28 апреля 1999                       | Польша                               | 1 : 2                                | -                                    | Товарищеский матч                    |                                      |
| 34                                   | 5 июня 1999                          | Эстония                              | 2 : 0                                | -                                    | Отборочный матч ЧЕ-2000              |                                      |
| 35                                   | 9 июня 1999                          | Шотландия                            | 3 : 2                                | -                                    | Отборочный матч ЧЕ-2000              |                                      |
| 36                                   | 18 августа 1999                      | Швейцария                            | 3 : 0                                | -                                    | Товарищеский матч                    |                                      |
| 37                                   | 4 сентября 1999                      | Литва                                | 4 : 0                                | 2                                    | Отборочный матч ЧЕ-2000              |                                      |
| 38                                   | 8 сентября 1999                      | Босния и Герцеговина                 | 3 : 0                                | -                                    | Отборочный матч ЧЕ-2000              |                                      |
| 39                                   | 13 ноября 1999                       | Нидерланды                           | 1 : 0                                | -                                    | Товарищеский матч                    |                                      |
| 40                                   | 23 февраля 2000                      | Ирландия                             | 2 : 3                                | -                                    | Товарищеский матч                    |                                      |
| 41                                   | 29 марта 2000                        | Австралия                            | 3 : 1                                | -                                    | Товарищеский матч                    |                                      |
| 42                                   | 26 апреля 2000                       | Израиль                              | 4 : 1                                | 2                                    | Товарищеский матч                    |                                      |
| 43                                   | 3 июня 2000                          | Германия                             | 2 : 3                                | -                                    | Товарищеский матч                    |                                      |
| 44                                   | 11 июня 2000                         | Нидерланды                           | 0 : 1                                | -                                    | ЧЕ-2000. Групповая стадия            |                                      |
| 45                                   | 16 июня 2000                         | Франция                              | 1 : 2                                | -                                    | ЧЕ-2000. Групповая стадия            |                                      |
| 46                                   | 21 июня 2000                         | Дания                                | 2 : 0                                | -                                    | ЧЕ-2000. Групповая стадия            |                                      |
| 47                                   | 2 сентября 2000                      | Болгария                             | 1 : 0                                | -                                    | Отборочный матч ЧМ-2002              |                                      |
| 48                                   | 7 октября 2000                       | Исландия                             | 4 : 0                                | 2                                    | Отборочный матч ЧМ-2002              |                                      |
| 49                                   | 11 октября 2000                      | Мальта                               | 0 : 0                                | -                                    | Отборочный матч ЧМ-2002              |                                      |
| 50                                   | 28 Февраля 2001                      | Македония                            | 1 : 1                                | -                                    | Товарищеский матч                    |                                      |
| 51                                   | 24 марта 2001                        | Северная Ирландия                    | 1 : 0                                | 1                                    | Отборочный матч ЧМ-2002              |                                      |
| 52                                   | 28 марта 2001                        | Дания                                | 0 : 0                                | -                                    | Отборочный матч ЧМ-2002              |                                      |
| 53                                   | 25 апреля 2001                       | Бельгия                              | 1 : 1                                | -                                    | Товарищеский матч                    |                                      |
| 54                                   | 2 июня 2001                          | Дания                                | 1 : 2                                | -                                    | Отборочный матч ЧМ-2002              |                                      |
| 55                                   | 6 июня 2001                          | Северная Ирландия                    | 3 : 1                                | -                                    | Отборочный матч ЧМ-2002              |                                      |
| 56                                   | 15 августа 2001                      | Республика Корея                     | 5 : 0                                | 1                                    | Товарищеский матч                    |                                      |
| 57                                   | 1 сентября 2001                      | Исландия                             | 1 : 3                                | -                                    | Отборочный матч ЧМ-2002              |                                      |
| 58                                   | 6 октября 2001                       | Болгария                             | 6 : 0                                | 2                                    | Отборочный матч ЧМ-2002              |                                      |
| 59                                   | 10 ноября 2001                       | Бельгия                              | 0 : 1                                | -                                    | Отборочный матч ЧМ-2002              |                                      |
| 60                                   | 14 ноября 2001                       | Бельгия                              | 0 : 1                                | -                                    | Отборочный матч ЧМ-2002              |                                      |
| 61                                   | 13 февраля 2002                      | Кипр                                 | 4 : 3                                | -                                    | Товарищеский матч                    |                                      |
| 62                                   | 17 апреля 2002                       | Греция                               | 0 : 0                                | -                                    | Товарищеский матч                    |                                      |
| 63                                   | 21 августа 2002                      | Словакия                             | 4 : 1                                | -                                    | Товарищеский матч                    |                                      |
| 64                                   | 6 сентября 2002                      | Югославия                            | 5 : 0                                | -                                    | Товарищеский матч                    |                                      |
| 65                                   | 16 октября 2002                      | Беларусь                             | 2 : 0                                | 1                                    | Отборочный матч ЧЕ-2004              |                                      |
| 66                                   | 20 ноября 2002                       | Швеция                               | 3 : 3                                | -                                    | Товарищеский матч                    |                                      |
| 67                                   | 12 февраля 2003                      | Франция                              | 2 : 0                                | -                                    | Товарищеский матч                    |                                      |
| 68                                   | 29 марта 2003                        | Нидерланды                           | 1 : 1                                | -                                    | Отборочный матч ЧЕ-2004              |                                      |
| 69                                   | 2 апреля 2003                        | Австрия                              | 4 : 0                                | 1                                    | Отборочный матч ЧЕ-2004              |                                      |
| 70                                   | 11 июня 2003                         | Молдова                              | 5 : 0                                | -                                    | Отборочный матч ЧЕ-2004              |                                      |
| 71                                   | 6 сентября 2003                      | Беларусь                             | 3 : 1                                | 1                                    | Отборочный матч ЧЕ-2004              |                                      |
| 72                                   | 10 сентября 2003                     | Нидерланды                           | 3 : 1                                | -                                    | Отборочный матч ЧЕ-2004              |                                      |
| 73                                   | 11 октября 2003                      | Австрия                              | 3 : 2                                | -                                    | Отборочный матч ЧЕ-2004              |                                      |
| 74                                   | 12 ноября 2003                       | Канада                               | 5 : 1                                | -                                    | Товарищеский матч                    |                                      |
| 75                                   | 18 февраля 2004                      | Италия                               | 2 : 2                                | -                                    | Товарищеский матч                    |                                      |
| 76                                   | 31 марта 2004                        | Ирландия                             | 1 : 2                                | -                                    | Товарищеский матч                    |                                      |
| 77                                   | 28 апреля 2004                       | Япония                               | 0 : 1                                | -                                    | Товарищеский матч                    |                                      |
| 78                                   | 2 июня 2004                          | Болгария                             | 3 : 1                                | -                                    | Товарищеский матч                    |                                      |
| 79                                   | 6 июня 2004                          | Эстония                              | 2 : 0                                | -                                    | Товарищеский матч                    |                                      |
| 80                                   | 15 июня 2004                         | Латвия                               | 2 : 1                                | -                                    | ЧЕ-2004. Групповая стадия            |                                      |
| 81                                   | 19 июня 2004                         | Нидерланды                           | 3 : 2                                | -                                    | ЧЕ-2004. Групповая стадия            |                                      |
| 82                                   | 27 июня 2004                         | Дания                                | 3 : 0                                | -                                    | ЧЕ 2004. 1/4 финала                  |                                      |
| 83                                   | 1 июля 2004                          | Греция                               | 0 : 1                                | -                                    | ЧЕ 2004. 1/2 финала                  |                                      |
| 84                                   | 12 ноября 2005                       | Норвегия                             | 1 : 0                                | -                                    | Отборочный матч ЧМ-2006              |                                      |
| 85                                   | 16 ноября 2005                       | Норвегия                             | 1 : 0                                | -                                    | Отборочный матч ЧМ-2006              |                                      |
| 86                                   | 26 мая 2006                          | Саудовская Аравия                    | 2 : 0                                | -                                    | Товарищеский матч                    |                                      |
| 87                                   | 3 июня 2006                          | Тринидад и Тобаго                    | 3 : 0                                | 1                                    | Товарищеский матч                    |                                      |
| 88                                   | 12 июня 2006                         | США                                  | 3 : 0                                | -                                    | ЧМ-2006. Групповая стадия            |                                      |
| 89                                   | 17 июня 2006                         | Гана                                 | 0 : 2                                | -                                    | ЧМ-2006. Групповая стадия            |                                      |
| 90                                   | 22 июня 2006                         | Италия                               | 0 : 2                                | -                                    | ЧМ-2006. Групповая стадия            |                                      |
| 91                                   | 16 августа 2006                      | Сербия                               | 1 : 3                                | -                                    | Товарищеский матч                    |                                      |

## Личная жизнь и годы после завершения карьеры
Недвед жил со своей женой Иваной с 1992 года. У пары есть двое детей, Ивана и Павел, родители назвали их в честь самих себя. Пара разошлась в 2019 году, и Недвед начал встречаться с девушкой Луцией, которая на 23 года моложе его. В декабре 2021 года стало известно о том, что новой возлюбленной Недведа является известная словацкая певица Дара Ролинс. Дочь Недведа Ивана встречается с американским теннисистом чешского происхождения Себастьяном Кордой.
В 2010 году Недвед опубликовал автобиографию на итальянском языке под названием La mia vita normale: di corsa tra rivoluzione, Europa, e pallone d’oro (с итал. — «Моя нормальная жизнь: бег между революцией, Европой и Золотым мячом»). Она была переведена на чешский язык как Můj obyčejný život (с чеш. — «Моя обычная жизнь») и опубликована в Чехии в 2011 году.
В 2010 году Недвед пробежал Пражский полумарафон (его первый бег на длинную дистанцию), финишировав с результатом в 1:49:44. В 2012 году он пробежал Пражский марафон за 3:50:02.
В феврале 2012 года Недвед был специально приглашённым гостем на Международной футбольной премии Футбольной ассоциации Ирландии. В январе 2013 года ему было запрещено посещать матчи Серии А в течение трёх недель после того, как он оскорбил судью Паоло Валери во время матча «Ювентуса» с «Сампдорией».
23 сентября 2017 года появилась новость, что Недвед будет играть за футбольный клуб «Скальна», первый молодёжный клуб Недведа. Команда играла в седьмом дивизионе Чехии. Президент клуба сказал: «Павел мечтал сыграть с сыном, и теперь это случится». Он также добавил, что появление Недведа на поле запланировано на 2 июня 2018 года в домашнем матче против «Ти Джей Баник Краловске Поричи Б». Недвед не мог регулярно выступать за клуб, так как проживает в Италии и является вице-президентом «Ювентуса». Недвед вышел в стартовом составе, «Скальна» проиграла со счётом 1:4, Недвед, как и его сын, не забивали.

## Карьера функционера
C октября 2010 года Недвед начал работать в совете директоров «Ювентуса». Об этом заявил Жан-Клод Блан, он также объяснил причины назначения бывшего полузащитника «Старой Синьоры»: 
«Ювентус» хотел придать больше силы всем структурам клуба, создать прямую связь между менеджерами и командой. Благодаря своему опыту он сможет помочь «Ювентусу», он будет связующим звеном в команде. Дверь для Павла была всегда открыта, и он это знал.
23 октября 2015 года Недвед стал вице-президентом совета директоров «Ювентуса».
28 ноября 2022 года весь совет директоров «Ювентуса» подал в отставку из-за скандала, связанного с нарушениями финансового характера. 20 января 2023 года из-за причастности к скандалу Недведу запретили занимать любые должности в итальянском футболе в течение восьми месяцев.
8 января 2025 года Недвед был назначен спортивным директором саудовского «Аш-Шабаба». В конце июня Недвед единогласным решением исполнительного совета Федерации футбола Чехии занял должность генерального менеджера сборной Чехии.